# كبت جنسي
الكبت الجنسي هو حالة يُمنع فيها الشخص من التعبير عن ميوله أو توجهاته الجنسية. وقد ينجم الكبت الجنسي عن صراع عاطفي داخلي يشعر فيه الفرد بالذنب أو الخزي أو الضيق بسبب دوافعه الجنسية الطبيعية. ويمكن أن تتفاقم هذه المشاعر بفعل عوامل خارجية مثل الأسرة، والدين، وضغط الأقران. وغالبًا ما يُستخدم مصطلح الكبت الجنسي كمرادف لرهاب المثلية الداخلي، أي عندما يشعر شخص مثلي أو مثلية أو مزدوج التوجه الجنسي بالحاجة إلى قمع ميوله المثلية والامتثال للمعايير المغايرة جنسيًا.
يمكن أن يكون الكبت الجنسي ناتجًا أيضًا عن قمع خارجي، عندما تمنع قوانين المجتمع الفرد من التعبير عن ميوله الجنسية بحرية.
تختلف الخصائص والممارسات المرتبطة بالكبت الجنسي بين المجتمعات والفترات التاريخية المختلفة. كما تختلف السلوكيات والمواقف التي تُعد من مظاهر الكبت الجنسي باختلاف الثقافات والمجتمعات الدينية والأنظمة الأخلاقية. ويمكن تصنيف الكبت الجنسي في الغالب إلى كبت جسدي أو نفسي أو مزيج من الاثنين معًا.
ويُفرض الكبت الجنسي من خلال التشريعات في بعض الدول، بالأخص في مناطق الشرق الأوسط وشمال أفريقيا، وجنوب آسيا. وتشمل الممارسات الشائعة المرتبطة بالكبت الجنسي تشويه الأعضاء التناسلية الأنثوية (ختان الإناث). وقد يتعرض الأفراد الذين يُعتقد أنهم ارتكبوا سلوكيات تتعارض مع التوقعات الاجتماعية أو الدينية أو الثقافية للكبت الجنسي - مثل ممارسة الجنس بين أشخاص من نفس الجنس - لعقوبات تصل إلى القتل بدافع الشرف (جرائم الشرف)، أو الاضطهاد، أو حتى الإعدام.

## التاريخ
كان سيغموند فرويد أول من استخدم مصطلح «الكبت الجنسي» على نطاق واسع، وقد جادل بأن الكبت الجنسي هو أحد جذور العديد من المشكلات في المجتمع الغربي. اعتقد فرويد أن لدى الناس دوافع غريزية قوية تجاه الجنس، لكنهم يكبتونها ليتوافقوا مع القيود التي يفرضها عليهم نمط الحياة المتحضّرة. من بين الأمثلة التي طرحها فرويد، كان يعتقد أن الفنان الشهير ليوناردو دا فينشي كان «مثليًا مكبوتًا»، وأنه قام بـ«تعلية» رغباته الجنسية ليحقق تألقًا فنيًا. مع ذلك، فقد تعرضت أفكار فرويد حول الكبت الجنسي لانتقادات كبيرة. فبحسب المعالج الجنسي برنارد أبفلباوم، لم يستند فرويد في اعتقاده بوجود جنسانية فطرية وغريزية لدى البشر إلى ما رآه من قوة الرغبة الجنسية لديهم، بل إلى ضعفها.
في بعض الفترات من التاريخ الهندي، استُخدمت مثبطات جنسية بهدف تقليل الشهوة الجنسية.
أما في المجتمعات المعاصرة، فقد يتم وصف أدوية مثبطة للشهوة الجنسية للأشخاص المسجلين كمعتدين جنسيين، بهدف تقليل الدافع الجنسي لديهم وتقليل احتمال ارتكاب جرائم جنسية في المستقبل.

## الكبت الجنسي الديني
يُعد الكبت الجنسي من المحظورات المتكررة في العديد من السياقات الدينية.
تمنع معظم أشكال المسيحية السلوك المثلي الجنسي.
أما في العديد من أشكال الإسلام، فهناك قوانين صارمة متعلقة بالجنس، تتضمن حظر المثلية الجنسية، والمطالبة بالعذرية قبل الزواج، إلى جانب حظر الزنا، وقد تتطلب أيضًا فرض قواعد صارمة للّباس المحتشم على الرجال والنساء.
كما استُخدم الإخصاء الكيميائي أحيانًا على المنشدين الذكور قبل سن البلوغ، للحفاظ على طبقة صوتهم دون تغيير.
وكانت ممارسة إنتاج ما يُعرف بـ«المخصيين المغنّين» (Castrati) شائعة حتى القرن الثامن عشر، وبعد تراجع شعبيتها، استُخدموا فقط في الفاتيكان حتى بدايات القرن العشرين (وتشير أبحاث حديثة إلى أن توظيف المخصيين في الفاتيكان استمر حتى عام 1959).

## الزواج
لطالما اعتُبر الزواج وسيلة للسيطرة على الجنسانية. غالبًا ما تُمارَس بعض أشكال الزواج، مثل زواج القُصّر، كطريقة لتنظيم جنسانية الفتيات، من خلال ضمان عدم ارتباطهن بأكثر من شريك، وبالتالي الحفاظ على عذريتهن لأزواجهن المستقبليين. ووفقًا لـ«الإذاعات العالمية لهيئة الإذاعة البريطانية» (BBC World Service)، فإن «بعض الآباء يُزوّجون بناتهم الصغيرات طوعًا بهدف زيادة دخل الأسرة أو حمايتهن من مخاطر التعرض لتحرّشات جنسية غير مرغوب فيها أو حتى من الاختلاطية الجنسية».

## تشويه الأعضاء التناسلية الأنثوية أو ختان الإناث
تشويه الأعضاء التناسلية الأنثوية، المعروف أيضًا باسم الختان الأنثوي، «يشمل جميع الإجراءات التي تنطوي على الإزالة الجزئية أو الكلية للأعضاء التناسلية الخارجية للأنثى، أو إلحاق أذى آخر بالأعضاء التناسلية لأسباب غير طبية». يتركّز هذا التقليد في 27 دولة إفريقية، بالإضافة إلى إقليم كردستان العراق، واليمن، وإندونيسيا؛ ويُقدَّر أن أكثر من 125 مليون فتاة وامرأة قد خضعن لتشويه الأعضاء التناسلية حتى اليوم.
لا يُحقق هذا الإجراء أي فوائد صحية، بل يُخلّف آثارًا صحية سلبية خطيرة؛ من ضمنها مضاعفات أثناء الولادة.

ويُستخدم تشويه الأعضاء التناسلية الأنثوية كوسيلة للسيطرة على جنسانية النساء؛ حيث تشير «منظمة الصحة العالمية» (WHO) إلى ما يلي:
«غالبًا ما يكون الدافع وراء ممارسة تشويه الأعضاء التناسلية الأنثوية مرتبطًا بمعتقدات حول السلوك الجنسي السليم، من خلال ربط هذا الإجراء بالعذرية قبل الزواج والوفاء الجنسي داخل الزواج. وفي كثير من المجتمعات، يُعتقد أن هذا التشويه يُقلّل من شهوة المرأة الجنسية، مما يساعدها على مقاومة الأفعال الجنسية ((غير المشروعة)).»
وقد أدانت المواثيق الدولية لحقوق الإنسان هذه الممارسة. فقد حظر «اتفاق إسطنبول» تشويه الأعضاء التناسلية الأنثوية (المادة 38). كما اعتُبر هذا الفعل شكلًا من أشكال العنف ضد النساء بحسب «إعلان القضاء على العنف ضد المرأة» الذي أقرّته الأمم المتحدة عام 1993، والذي ينصّ في المادة الثانية على ما يلي:
«يُفهم من العنف ضد المرأة أنّه يشمل - لا على سبيل الحصر - ما يلي:
(أ) العنف الجسدي أو الجنسي أو النفسي الذي يحدث داخل الأسرة، بما في ذلك [...] تشويه الأعضاء التناسلية الأنثوية [...].»

## جرائم الشرف
جرائم الشرف هي حوادث قتل يرتكبها أفراد من العائلة أو المجموعة الاجتماعية ضد أحد أفرادها، نتيجة اعتقاد الجناة بأن الضحية جلبت العار أو الفضيحة للأسرة أو المجتمع. وغالبًا ما يكون ذلك لأسباب مثل رفض الزواج المرتّب، أو الدخول في علاقة لا تحظى بموافقة الأقارب، أو ممارسة الجنس خارج إطار الزواج، أو التعرّض للاغتصاب، أو ارتداء ملابس تُعتبر غير لائقة، أو الدخول في علاقات مثلية. وفيما يتعلّق بجرائم الشرف التي تستهدف النساء، ورد في اجتماع «مجموعة الخبراء التابع للأمم المتحدة» والذي ناقش الممارسات الضارة ضد المرأة:
«تنبع جرائم الشرف من الاعتقاد الاجتماعي العميق الجذور بأن على الذكور في الأسرة (وفي بعض الحالات، تكون الأمهات ونساء أخريات شريكات في التخطيط أو تنفيذ الجريمة) أن يتحكموا بجنسانية النساء أو يحافظوا على ((سمعة)) العائلة، وأن من حقهم تقييد حركتهن أو حتى قتلهنّ إذا ما شُوهِدت سمعتهنّ، حتى ولو استند ذلك إلى شائعات أو نميمة كاذبة.»